# Wustrow (Meseta de lagos de Mecklemburgo)
Wustrow es un municipio situado en el distrito de Meseta de lagos de Mecklemburgo, en el estado federado de Mecklemburgo-Pomerania Occidental (Alemania), a una altitud de 70 metros. Su población a finales de 2016 era de 700 habs. y su densidad poblacional, 15 hab/km².
Se encuentra junto a la frontera con el estado de Brandeburgo.